# Wedderburn, New South Wales
Wedderburn este o suburbie în Sydney, Australia.